# Lotnisko Mielec
Lotnisko Mielec (kod ICAO: EPML) – lotnisko użytku publicznego o ograniczonej certyfikacji, o kodzie referencyjnym 4 B, położone w Mielcu w północnej części miasta. Lotnisko działa w formie spółki prawa handlowego z ograniczoną odpowiedzialnością pod nazwą LOTNISKO MIELEC Sp. z o.o. z siedzibą w Mielcu ul. Lotniskowa 30. Wysokość punktu referencyjnego ARP 167 m n.p.m.
Głównym właścicielem udziałów w spółce jest Miasto Mielec.
Spółka posiada m.in. następujące podstawowe dokumenty wydane przez Prezesa Urzędu Lotnictwa Cywilnego:
– zezwolenia na prowadzenie działalności gospodarczej w zakresie zarządzania lotniskiem użytku publicznego;
– certyfikat lotniska użytku publicznego o ograniczonej certyfikacji;
– certyfikat Lotniskowej Służby Informacji Powietrznej (AFIS)
Na lotnisku Mielec EPML ustanowione jest dodatkowe przejście graniczne dla ruchu osobowego, którego obsługę prowadzi Placówka Straży Granicznej Lotniska Rzeszów Jasionka oraz Posterunek Celny Mielec [przypis aktualny].
Lotnisko figuruje w rejestrze lotnisk cywilnych prowadzonym przez Urząd Lotnictwa Cywilnego pod poz. 12.
Lotnisko jest położone w odległości około 5 km na północny wschód od centrum miasta.
Komunikacja miejska autobusowa i taxi.
Stacja kolejowa Mielec, najbliższa bocznica kolejowa – w sąsiedztwie lotniska.

## Infrastruktura
Charakterystyki fizyczne dróg startowych:
| Oznacze- nie RWY | Kierunek geograficzny   | Wymiary RWY(m) | Klasyfikacja nośności nawierzchni | Współrzędne THR              |
| ---------------- | ----------------------- | -------------- | --------------------------------- | ---------------------------- |
| 08R              | 090° (90.22° TRUE GEO)  | 2498x45        | PCN 40/F/B/X/T                    | 50°19′20.34″N 021°26′48.64″E |
| 26L              | 270° (270.24° TRUE GEO) | 2498x45        | PCN40/F/B/X/T                     | 50°19′20.04″N 021°28′45.15″E |
| 17               | 180° (180.22° TRUE GEO) | 659x25         | PCN40/F/B/X/T                     | 50°19’36.31”N 021°27’11.53”E |
| 35               | 360° (0.22° TRUE GEO)   | 659x25         | PCN40/F/B/X/T                     | 50°19’15.04”N 021°27′11.40″E |
| 08L              | 090° (90.22° TRUE GEO)  | 610 × 80       | 5700kg/GRASS                      | 50°19’26.38”N 021°27′30.83″E |
| 26R              | 270° (270.24° TRUE GEO) | 610 × 80       | 5700kg/GRASS                      | 50°19′26.31″N 021°27′58.64″E |

Długości deklarowane głównej drogi startowej
| RWY | TORA(m) | TODA(m) | ASDA(m) | LDA(m) |
| --- | ------- | ------- | ------- | ------ |
| 08R | 2498    | 2498    | 2498    | 2310   |
| 26L | 2310    | 2310    | 2310    | 2498   |
| 17  | 659     | 659     | 659     | 659    |
| 35  | 659     | 659     | 659     | 659    |

Światła głównej drogi startowej
| Oznaczenie RWY | Typy świateł podejścia/ Długość | Kolor świateł progu                      | Wizualne systemy          |
| -------------- | ------------------------------- | ---------------------------------------- | ------------------------- |
| 08R            | Brak                            | Zielony                                  | Brak                      |
| 26L            | SALS/420 m                      | Zielony                                  | PAPI 3° Lewa strona       |
| Oznaczenie RWY | Linia centralna RWY             | Światła krawędziowe RWY Długość, odstępy | Światła końcowe RWY kolor |
| 08R            | Brak                            | 1710m/co 60m białe,600m/co 60m żółte     | Czerwone                  |
| 26L            | Brak                            | 1900 m/co 60 m/białe, 600 m/co 60m/żółte | Czerwone                  |

Płyty postojowe, drogi kołowania
Na lotnisku znajduje się oświetlona płyta postojowa przeznaczona do parkowania 3 samolotów oraz płyta trawiasta (4 miejsca postojowe). Nośność płyty o nawierzchni sztucznej wynosi: PCN 40/F/A/X/T
| Droga kołowania | Szerokość [m] | Nośność       |
| --------------- | ------------- | ------------- |
| A               | 12            | PCN40/F/A/X/T |
| B               | 12            | PCN40/F/A/X/T |
| C               | 15            | PCN40/F/A/X/T |

Pomoce nawigacyjne
Na lotnisku funkcjonuje oświetlenie nawigacyjne obejmujące światła:
– zniżania do wskazywania wizualnego podejścia z kierunku 26 (PAPI);
– uproszczonego systemu podejścia z kierunku 26
– tożsamości progu drogi startowej z kierunku 26
– zewnętrznych półpoprzeczek progu z kierunku 08
– krawędziowe drogi startowej RWY 08-26;
– krawędziowe drogi kołowania – B
– lotniskowych znaków informacyjnych
– płyt postojowych
Częstotliwości radiowe
Częstotliwość radiowa: 119.105 MHz
Znak wywoławczy stacji: MIELEC INFORMACJA (pl), MIELEC INFORMATION (ang.)
Dla użytkowników statków powietrznych dostępna jest Kontenerowa Stacja Paliw o następujących pojemnościach:
- AVGAS 100LL: 10 000 litrów
- JET A-1: 20 000 litrów

## Operacje Lotnicze
Zgodnie z certyfikatem wydanym w dniu 04.12.2014r na lotnisku Mielec EPML można wykonywać loty:
– VFR w dzień i w nocy
Wykaz punktów nawigacyjnych przy dolotach i odlotach VFR do/z lotniska:
ALFA 50°16’34”N 021°36’20”E
DELTA 50°10’36”N 020°59’45”E
JULIETT 50°22’58”N 021°27’32”E
OSCAR 50°26’05”N 021°03’36”E
PAPA 50°25’39”N 021°19’50”E
ROMEO 50°11’45”N 021°16’37”E
SIERRA 50°15’48”N 021°27’33”E
– niehandlowe i handlowe, w tym:
```
     – przewóz czarterowy
```

```
     – przewóz nieregularny
```

– loty krajowe i międzynarodowe przy ograniczeniu, że lotnisko obsługuje:
– nie więcej niż 10 000 pasażerów rocznie oraz
– nie więcej niż 850 operacji związanych z obsługą towarów rocznie
Charakterystyka statków powietrznych, jakie mogą lądować i startować z lotniska ma odpowiadać warunkom eksploatacyjnym lotniska, określonych kodem referencyjnym 4B (statki powietrzne o rozpiętości skrzydeł do 24 metrów i rozstawie kół głównego podwozia do 6 metrów).

## Przestrzeń powietrzna
Przestrzeń służb ruchu lotniczego MIELEC (EPML) ATZ (strefa ruchu nadlotniskowego) – koło o promieniu 10km i środku w punkcie ARP 50°19′20″N 021°27′44″ Granice pionowe GND – 5500 ft AMSL (powyżej średniego poziomu morza).

## AFIS – Lotniskowa Służba Informacji Powietrznej
Lotniskowa Służba Informacji Powietrznej zapewnia ruchomą łączność ziemia – powietrze w oparciu o radiostacje lotnicze firmy BECKER.
Lotniskowa Służba Informacji Powietrznej zapewnia podstawowe informacje pogodowe w oparciu o rozproszony system pomiarów meteorologicznych Met-Net. System ten dokonuje pomiarów ciśnienia, temperatury, wilgotności powietrza, podstawy chmur oraz prędkości i kierunku wiatru.